# 미녀와 개자식들
미녀와 개자식들(Aala Kaf Ifrit, Beauty and the Dogs)은 스위스에서 제작된 카우테르 벤 하니아 감독의 2017년 범죄, 드라마 영화이다. 마리암 알 페르자니 등이 주연으로 출연하였다.

## 출연

### 주연
- 마리암 알 페르자니
- 네데르 구아티